# Gavlevallen
Il Gavlevallen è uno stadio di calcio situato a Gävle, in Svezia. La sua capienza è di 6 432 posti.
L'idea di costruire un nuovo impianto a Gävle si è materializzata nel 2010 dopo che il Gefle, la principale squadra cittadina, si è opposto al progetto comunale di ammodernare il vecchio Strömvallen.
Dopo alcuni anni di dibattito, le due parti si sono accordate per la costruzione del nuovo stadio, anche per via dei nuovi requisiti richiesti dalla Federcalcio svedese a partire dal 2014. La decisione formale è stata presa nel locale consiglio comunale il 30 maggio 2013.
I lavori di costruzione sono iniziati nella primavera del 2014. Il 30 novembre 2014 il consiglio comunale ha stabilito attraverso votazione che il nome dello stadio sarebbe stato Gavlevallen. L'inaugurazione è avvenuta il 20 maggio 2015, giorno in cui il Gefle ha battuto 3-1 in campionato il GIF Sundsvall con le reti di Johan Bertilsson, Dioh Williams e Johan Oremo.
Il Gavlevallen è stato utilizzato, oltre che dal Gefle, anche dal Dalkurd per i campionati di Allsvenskan 2018 e di Superettan 2019. La squadra aveva appena abbandonato la cittadina di Borlänge e attendeva la conclusione dei lavori di rinnovamento dello stadio di Uppsala.